# سعيد أحمد عبد الله
سعيد أحمد عبد الله البلوشي مواليد 17 يناير 1994، لاعب كرة قدم إماراتي يجيد اللعب كجناح أيسر وظهير أيسر مع نادي خورفكان.

## مسيرة اللاعب
لعب مع نادي شباب الأهلي ونادي العين ونادي خورفكان.

## روابط خارجية
- سعيد أحمد عبد الله على موقع Soccerway.com (الإنجليزية)